# Жлобински рејон
Жлобински рејон (блр. Жлобінскі раён; рус. Жлобинский район) административна је јединица другог нивоа у северном делу Гомељске области у Републици Белорусији.
Административни центар рејона је град Жлобин.

## Географија
Жлобински рејон обухвата територију површине 2.110,77 км² и на 6. је месту по површини у Гомељској области. Граничи се са Рагачовским, Буда-Кашаљовским, Речичким и Светлагорским рејонима Гомељске области, те са Бабрујским рејоном Гомељске области на сверозападу.
Равничарским рељефом рејона доминирају реке Дњепар, Березина и Добосна.

## Историја
Рејон је основан 17. јула 1924. године, а делом Гомељске области постаје у јануару 1938. године.

## Демографија
Према резултатима пописа из 2009. на том подручју стално је било насељено 104.871 становника или у просеку 49,94 ст/км².
Основу популације чине Белоруси (84,95%), Руси (9,26%), Украјинци (1,84%) и остали (3,95%).
Административно рејон је подељен на подручје града Жлобина, који је уједно и административни центар рејона, на варошицу Стрешин, и на још 16 сеоских општина. На целој територији рејона постоји укупно 156 насељених места.

## Саобраћај
Најважнији саобраћајни правци су железница Минск—Гомељ и Орша—Калинкавичи, те магистрални друмови Бабрујск—Гомељ, Рагачов—Светлагорск. Реке Березина и Дњепар су пловне у делу тока преко овог рејона.